# Sanguisorba albiflora
Sanguisorba albiflora är en rosväxtart som beskrevs av Tomitaro Makino. Sanguisorba albiflora ingår i släktet storpimpineller, och familjen rosväxter. Inga underarter finns listade i Catalogue of Life.

## Bildgalleri

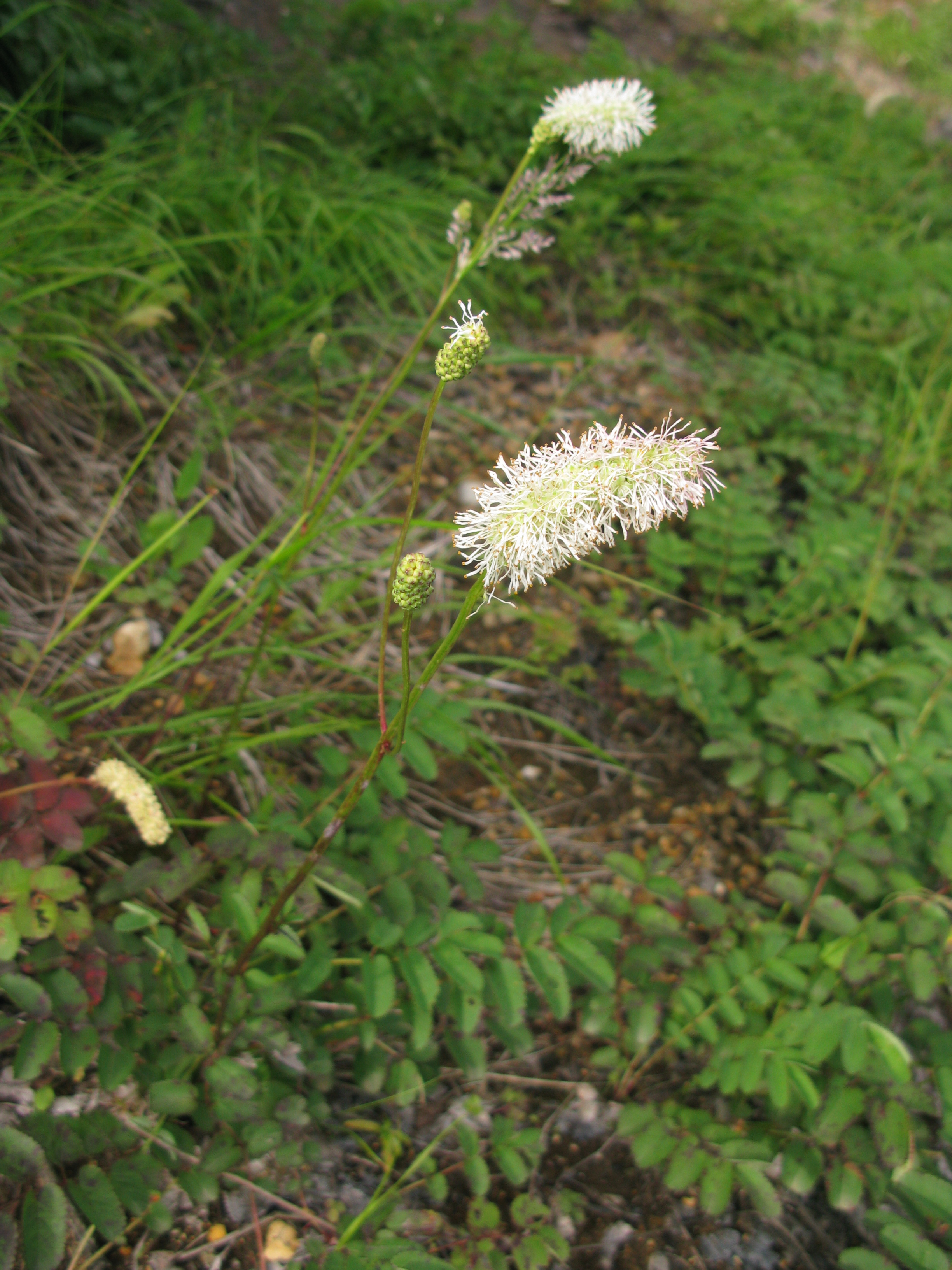
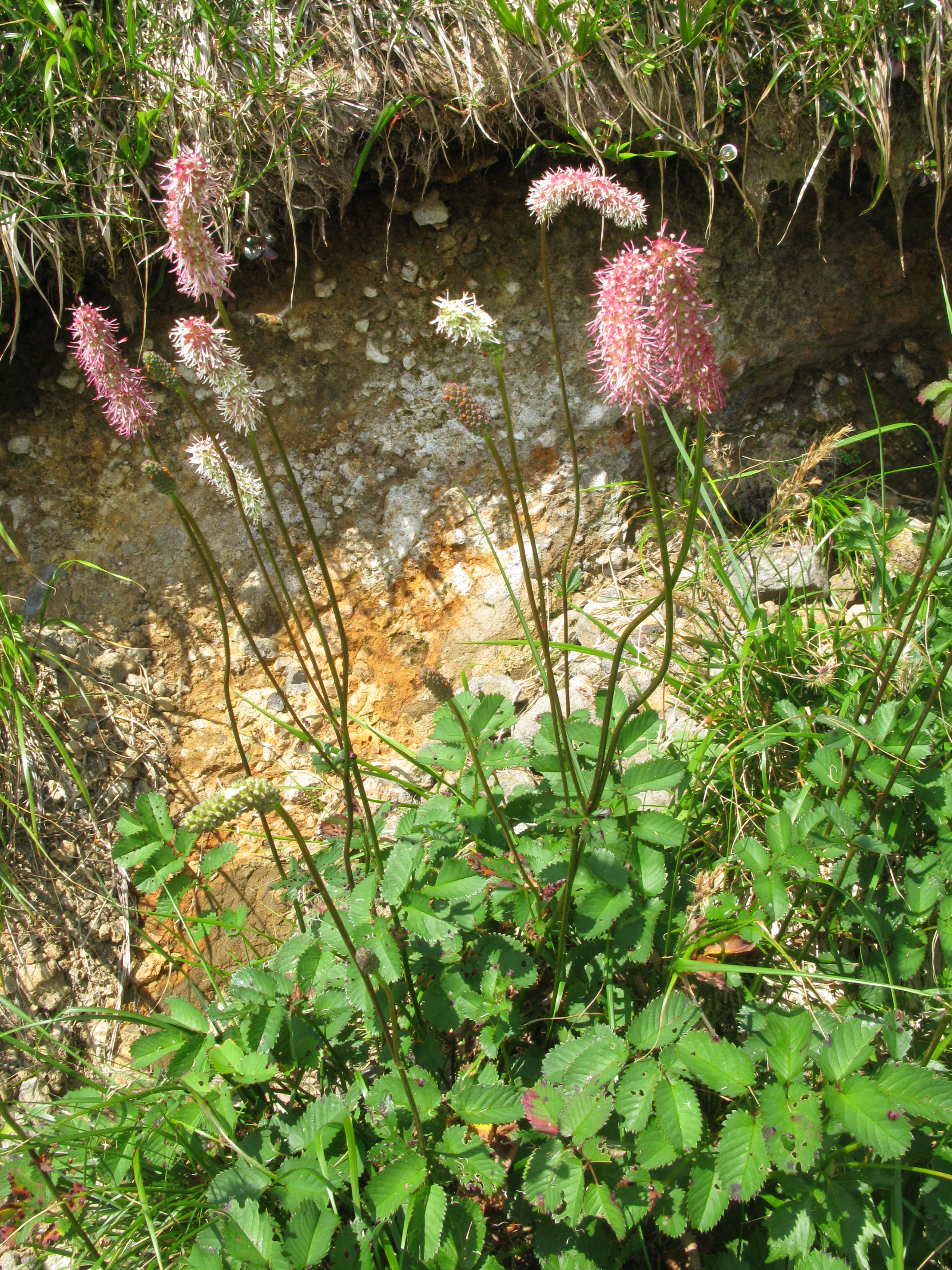
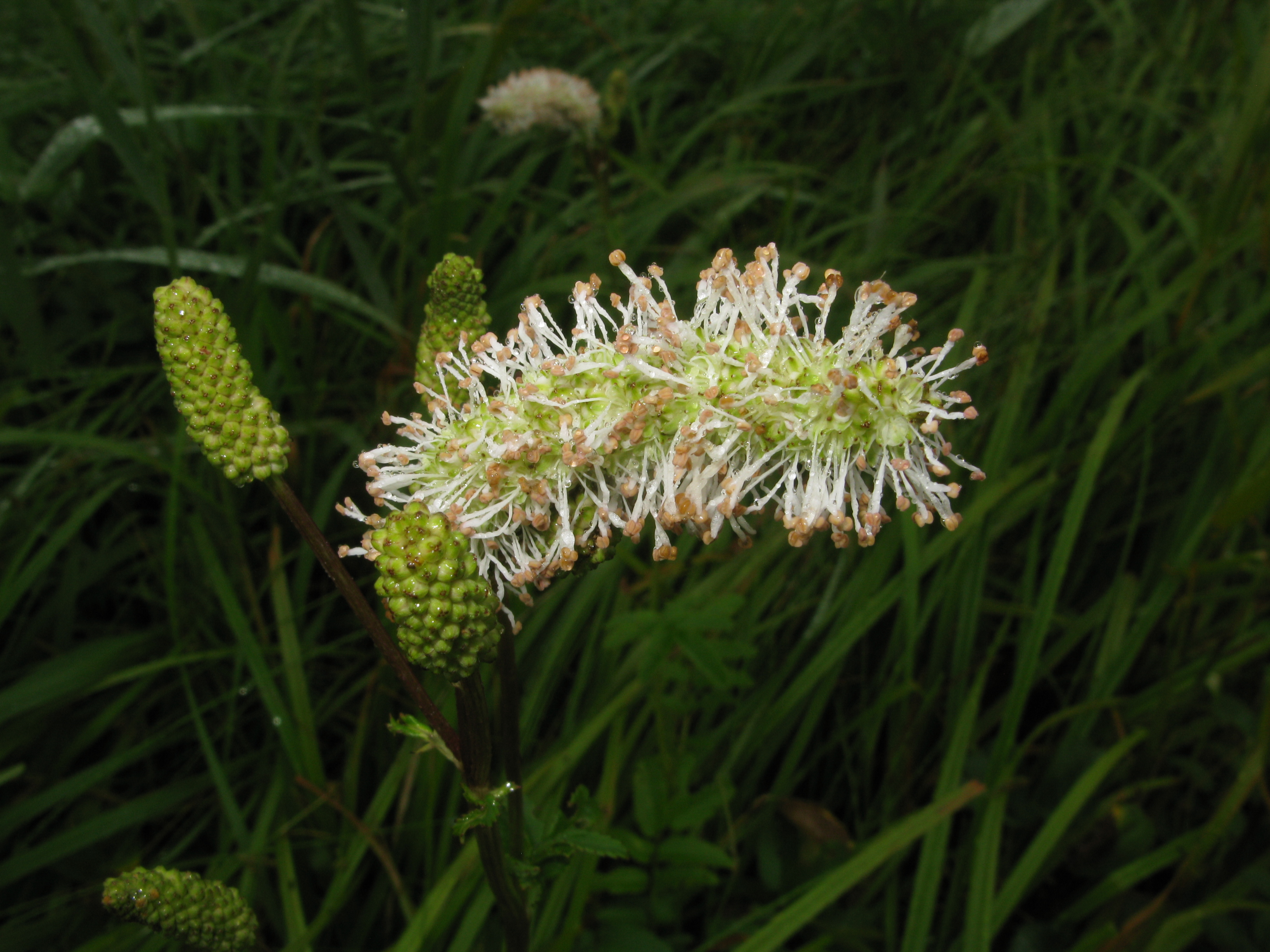
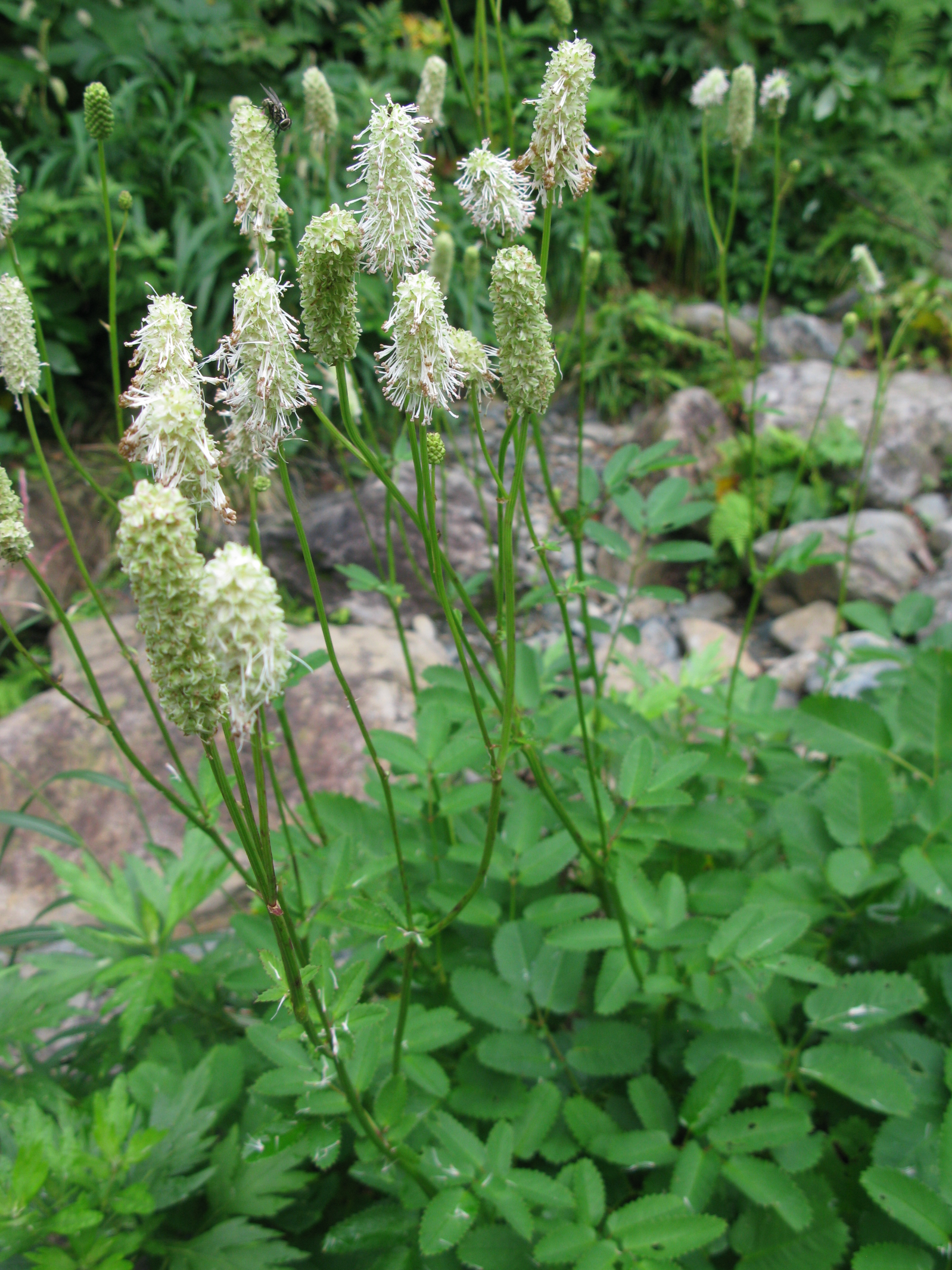